# Amleto Fabiani
Amleto Fabiani, detto Er Voto (Roma, 26 novembre 1947 – Roma, 15 aprile 1980), è stato un criminale italiano noto come avversario della Banda della Magliana.

## Biografia
Nato a Roma è cresciuto nelle periferie sud della capitale, per poi stabilirsi definitivamente alla Garbatella.
Entrato già sul finire degli anni sessanta in alcune batterie di rapinatori, conobbe Antonio Mancini, che lo introdusse nel 1977 nella banda della Magliana, forte della sua lunga collaborazione con noti criminali quali Tiberio Cason e Gianfranco Urbani.
Nel 1979 è inoltre coinvolto nel sequestro dell'imprenditore Emilio Francesco Falco, ma verrà assolto con formula piena, mentre l'accusa più grave mossagli fu l'omicidio del rapinatore Antonio Sbrignone, il cui corpo sarà rinvenuto carbonizzato nella pineta di Castel Fusano, ma anche da ciò risulterà poi estraneo.
I rapporti con gli altri membri si incrinarono, a tal punto che, in seguito ad una lite violenta, Fabiani tirò una bottigliata in testa a Marcello Colafigli; le antipatie nei suoi confronti aumentarono anche a causa del fatto che riusciva sempre a trovare un alibi valido, quindi ad essere scagionato dalle accuse.

## La morte
Il 15 aprile 1980 venne attirato in un deposito della Cotral, con la scusa di un lavoro, ma appena aperto lo sportello della macchina venne raggiunto da diversi colpi di pistola.
Il corpo di  Fabiani venne rinvenuto dalla polizia il giorno seguente, nella zona dell'EUR, ed immediatamente identificato, ma il delitto rimase irrisolto. Secondo la testimonianza del pentito Maurizio Abbatino del 1992, probabilmente, secondo voci interne alla malavita, venne ucciso dal boss Enrico De Pedis e dal suo fedele Raffaele Pernasetti, a causa della lotta interna alla fazione Testaccio-Trastevere per l'acquisizione del comando.
Le indagini successive evidenziarono invece come probabilmente sia stato assassinato da un altro gruppo di malavitosi, rivali di Fabiani per lo smercio delle sostanze stupefacenti nel luogo. I colpevoli del delitto non furono mai trovati.